# Hunter-Klasse
Die Hunter-Klasse ist der jüngste Fregattentyp der Royal Australian Navy. Die erste Einheit soll im Jahr 2032 in Dienst gestellt werden, die sechste und letzte in den 2040er Jahren. Die Schiffsklasse ist eine Variante der britischen City-Klasse. Gebaut wird sie auf der Werft von ASC Shipbuilding in Osborne bei Adelaide. 

## Geschichte
Die Auswahl des Global Combat Ships von BAE Systems für eine seinerzeit geplante neun Einheiten umfassende neue Fregattenklasse im Rahmen des Projekts „Sea 5000“ wurde Ende Juni 2018 durch Australiens Premierminister Turnbull bekanntgegeben. Das seinerzeitige Auftragsvolumen betrug 35 Milliarden Australische Dollar. Die Schiffe sollen die ANZAC-Klasse ersetzen. Die unterlegenen Wettbewerber waren modernisierte Versionen der spanischen F-100-Klasse und der italienischen Variante der FREMM.
Der Baubeginn von Testbaugruppen erfolgte im Dezember 2020, das „Preliminary Design Review“ wurde verzögert knapp drei Jahre später abgeschlossen und der offizielle erste Stahlschnitt von Schiff 1 erfolgte mit zweijähriger Verzögerung im Juni 2024.
War zunächst der Bau von neun Einheiten geplant, sollen nach einem bereits im Frühjahr 2024 vom Verteidigungsminister der Regierung Albanese I verkündeten Strategiewechsel die letzten drei Einheiten nicht beschafft werden. Die nurmehr sechs Einheiten sollen gemeinsam mit den drei Zerstörern der Hobart-Klasse als „Tier-I“-Kampfeinheiten mit bis zu sechzehn neuen, kleineren „Tier-II“-Kampfeinheiten ergänzt werden. Der Zulauf erster Tier-II-Einheiten noch vor Ende der 2020er Jahre soll, auf Basis eines auszuwählenden Entwurfs eines kleineren Mehrzweck-Fregattentyps internationaler Hersteller, eine insgesamt größere Anzahl von Schiffen in See bringen.

## Technik
Die australischen Fregatten unterscheiden sich systemseitig teilweise von den britischen Schwesterschiffen der City-Klasse, die auch als Type 26 bezeichnet wird. Saab Australia ist Lieferant der taktischen Schnittstelle seines „9LV Combat Management Systems“, das Einsatzführungssystem selbst ist das US-amerikanische Aegis. Sie verfügen darüber hinaus über ein Aktives Phased-Array-Radar „CEAFAR 2“ von CEA Technologies.

## Einheiten
Die ersten drei Einheiten sind nach australischen Regionen benannt, die ihrerseits nach Persönlichkeiten der australischen Geschichte benannt wurden. Namentlich sind dies die Region Hunter Valley in New South Wales nach John Hunter, das Katastergebiet County of Flinders in South Australia nach Matthew Flinders, sowie Tasmanien und die Tasmansee nach Abel Tasman.
| Kennung | Name          | Stapellauf | Indienststellung | Heimathafen | Verbleib |
| ------- | ------------- | ---------- | ---------------- | ----------- | -------- |
| F-      | HMAS Hunter   |            | (2032 geplant)   |             | in Bau   |
| F-      | HMAS Flinders |            |                  |             | geplant  |
| F-      | HMAS Tasman   |            |                  |             | geplant  |
| F-      |               |            |                  |             | geplant  |
| F-      |               |            |                  |             | geplant  |
| F-      |               |            |                  |             | geplant  |